# Thelypteris palustris
Espèce
Statut de conservation UICN

 LC  : Préoccupation mineure
Thelypteris palustris, appelée en français fougère des marais, polystic des marais, polystic à bords roulés ou polystic des marécages est une espèce de fougère de la famille des Thelypteridaceae. On la trouve, comme son nom l'indique, dans les dépressions marécageuses, souvent associée à des aulnes. On en trouve aussi dans les jardins et les parcs.

## Description morphologique

### Appareil végétatif

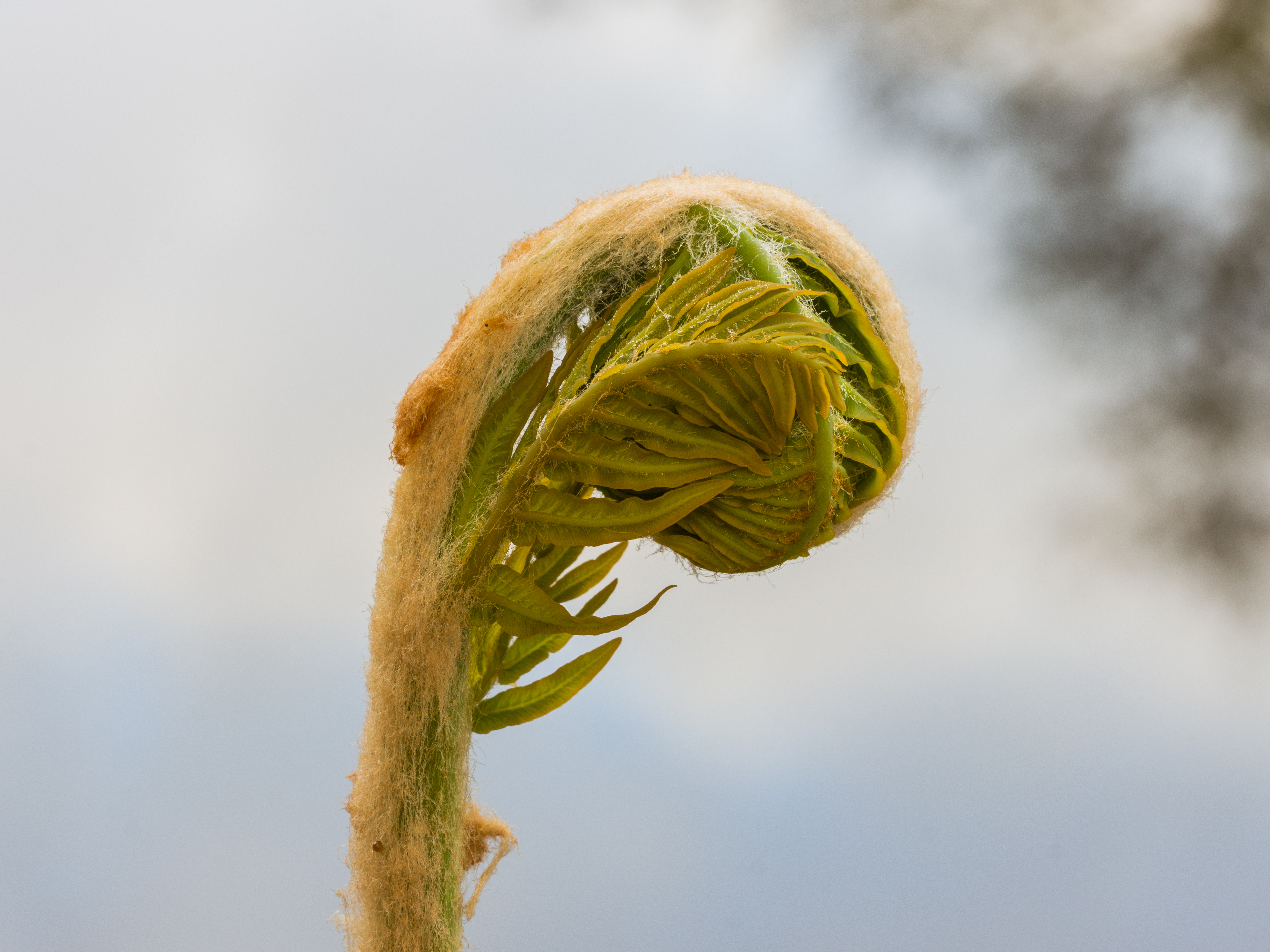
Le déroulement d'une feuille de thelypteris palustris. Avril 2020.

Thelypteris palustris est une fougère glabre, à rhizome rampant, qui possède des frondes bipennées à long pétiole. Les lobes des pinnules sont entiers, très légèrement enroulés vers la face inférieure.

### Appareil reproducteur
Les sores sont disposées sur la face inférieure, de part et d'autre de la nervure centrale.

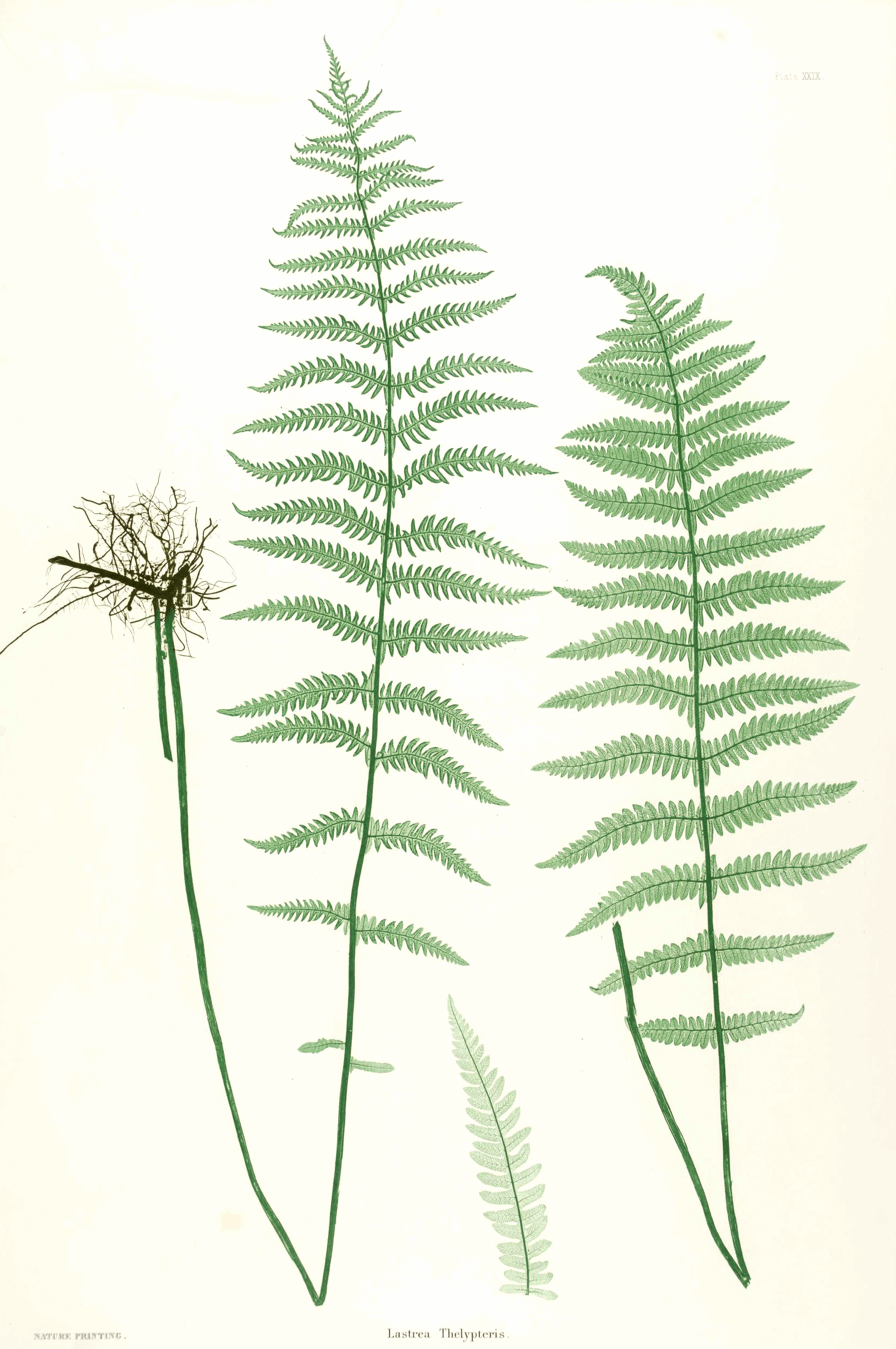
Gravure de 1857 de Thomas Moore montrant Thelypteris palustris

## Répartition et habitat
Cette fougère vit dans des marécages et bois humides, souvent en zone tourbeuse.
Thelypteris palustris est une des plantes considérées comme caractéristiques de l'association Carici elongatae-Alnetum, c'est-à-dire des bois d'Alnus glutinosa de dépressions marécageuses, mésotrophes et méso-eutrophes.

## Systématique

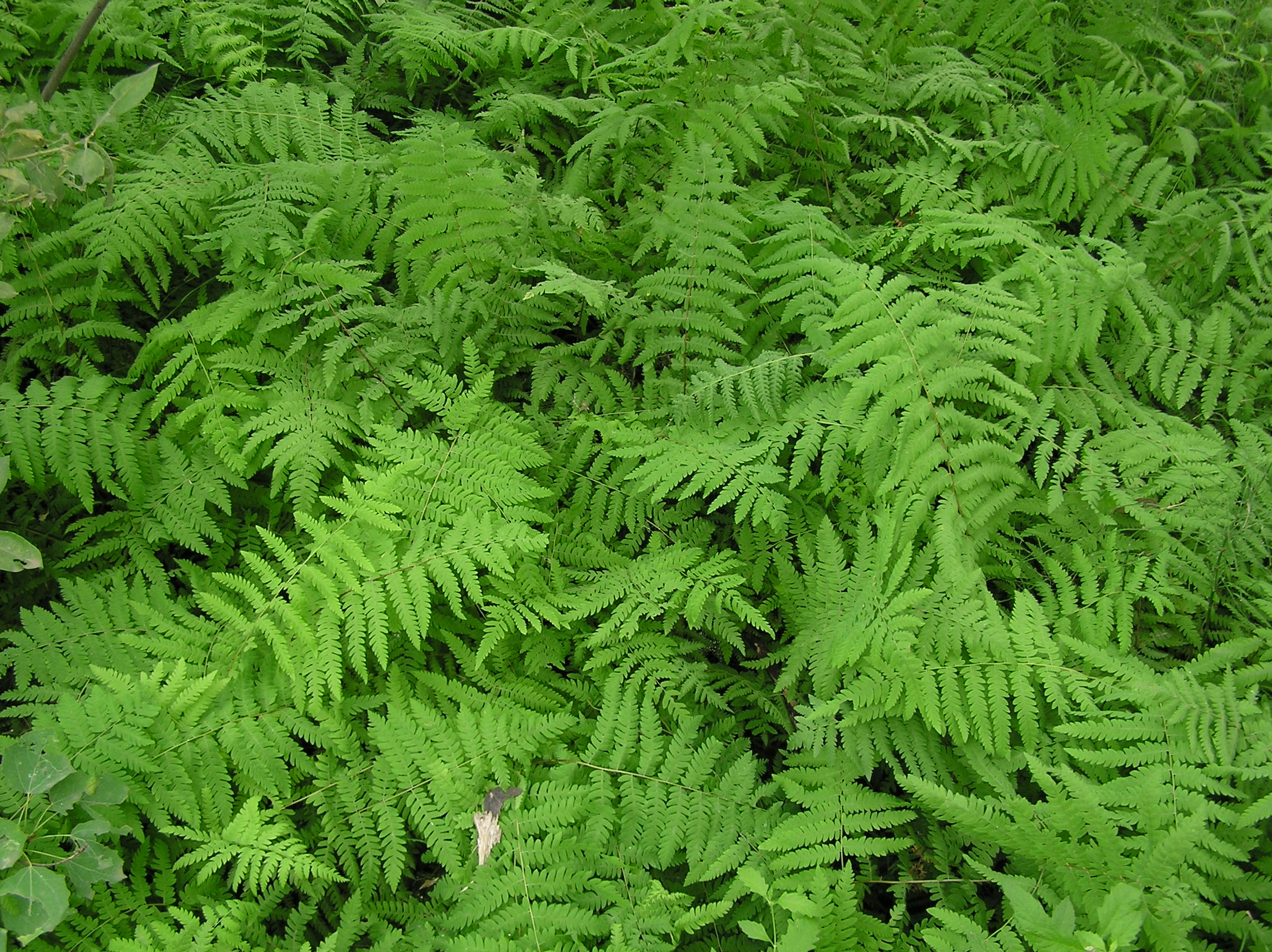
Fougères des marais, près du réservoir d'eau de Volgograd

Cette espèce a été aussi appelée Polystichum thelypteris Roth., Dryopteris thelypteris (L.) A.Gray, Nephrodium thelypteris (L.) Strempel et Lastrea thelypteris (L.) C.Presl.

## Thelypteris palustriset l'homme
La fougère des marais bénéficie de mesures de protection dans plusieurs régions de France : Alsace, Normandie, Champagne-Ardenne, Provence-Alpes-Côte d'Azur, Bourgogne, Limousin, Rhône-Alpes, Franche-Comté, Lorraine, Centre et Île-de-France.